# Vaugirard (Seine)
Vaugirard je bývalá francouzská obec (v roce 1856 měla 26 223 obyvatel). Byla jednou ze čtyř obcí (Belleville, Grenelle a La Villette) začleněných zákonem ze 16. června 1859 do Paříže. Obec byla začleněna do 15. obvodu, který byl po ní pojmenován.

## Historie
Ve 13. století oblast kolem Vaugirardu obhospodařovali mniši, ke kterým se připojilo asi 300 osadníků. Na památku abbé Gérarda de Moreta, převora opatství Saint-Germain-des-Prés za Ludvíka IX., bylo místo, které se do té doby nazývalo „Valboistron“ nebo „Vauboitron“, přejmenovalo na „Val Gérard“ (tj. Gérardovo údolí), z čehož vzniklo posléze „Vaugirard“.
Poté, co si obyvatelé stěžovali, že je jejich farní kostel v Issy příliš daleko, dostali roku 1341 povolení postavit si vlastní kapli. První svatostánek zasvěcený Panně Marii byl vysvěcen 23. února 1342. V roce 1846 rozhodla obecní rada o výstavbě druhého kostela, v němž se dne 28. května 1853 konala první mše. Starý kostel byl zbořen.
Bývalá hlavní ulice vesnice Vaugirard dala jméno nejdelší pařížské ulici (4360 m): Rue de Vaugirard, která vede od Boulevardu Saint-Michel na náměstí Place de la Porte de Versailles.
Až do restaurace Bourbonů byl Vaugirard vesnicí s farmami, plodinami, zahradami kolem vesnice a směrem k Paříži vinicemi na svazích jižně od Grande Rue.
Součástí Vaugirardu byly také pískové lomy a cihlářské pece na rovině. Jihovýchodně od obce byly vápencové lomy, ale také mlýny, hospody a zájezdní hostince. Kolem roku 1777 se továrna na chemické produkty přestěhovala do mlýna Javel na břehu Seiny, kde byl kromě hostince i přívoz do Auteuil.
Vesnice Vaugirard se rozrostla v 18. století ze 700 na 2000 obyvatel. Nacházely se zde rezidence se zahradami: venkovské domy theatinů, sulpiciánů, malých augustiniánů, semináře Trente-Trois a zámek markýze de Feuquières.
V 80. letech 18. století byla ves od Paříže oddělena novými městskými hradbami (Mur des Fermiers généraux). Přes hradby vedlo několik bran: Barrière de Vaugirard, Barrière de Sèvres a Barrière de Grenelle. Jednalo se o celní úřady, kde se vybírala potravní daň.
Za Francouzské revoluce byla obec pojmenována po Jeanu-Jacquesovi Rousseauovi.
V roce 1824 získali tehdejší radní obce Vaugirard Léonard Violet a Alphonse Letellier téměř 105 ha území na planině Grenelle, kterou rozparcelovali. Nově vzniklou osadu nazvali „Beaugrenelle“, později „Grenelle“. Toto území se rozprostíralo od Seiny a rue de la Croix-Nivert až k pařížským hradbám na severu.
V roce 1830 byla Grenelle oddělena od obce Vaugirard a stala se samostatnou obcí. Navzdory tomuto oddělení měl Vaugirard v roce 1836 stále 2000 obyvatel.

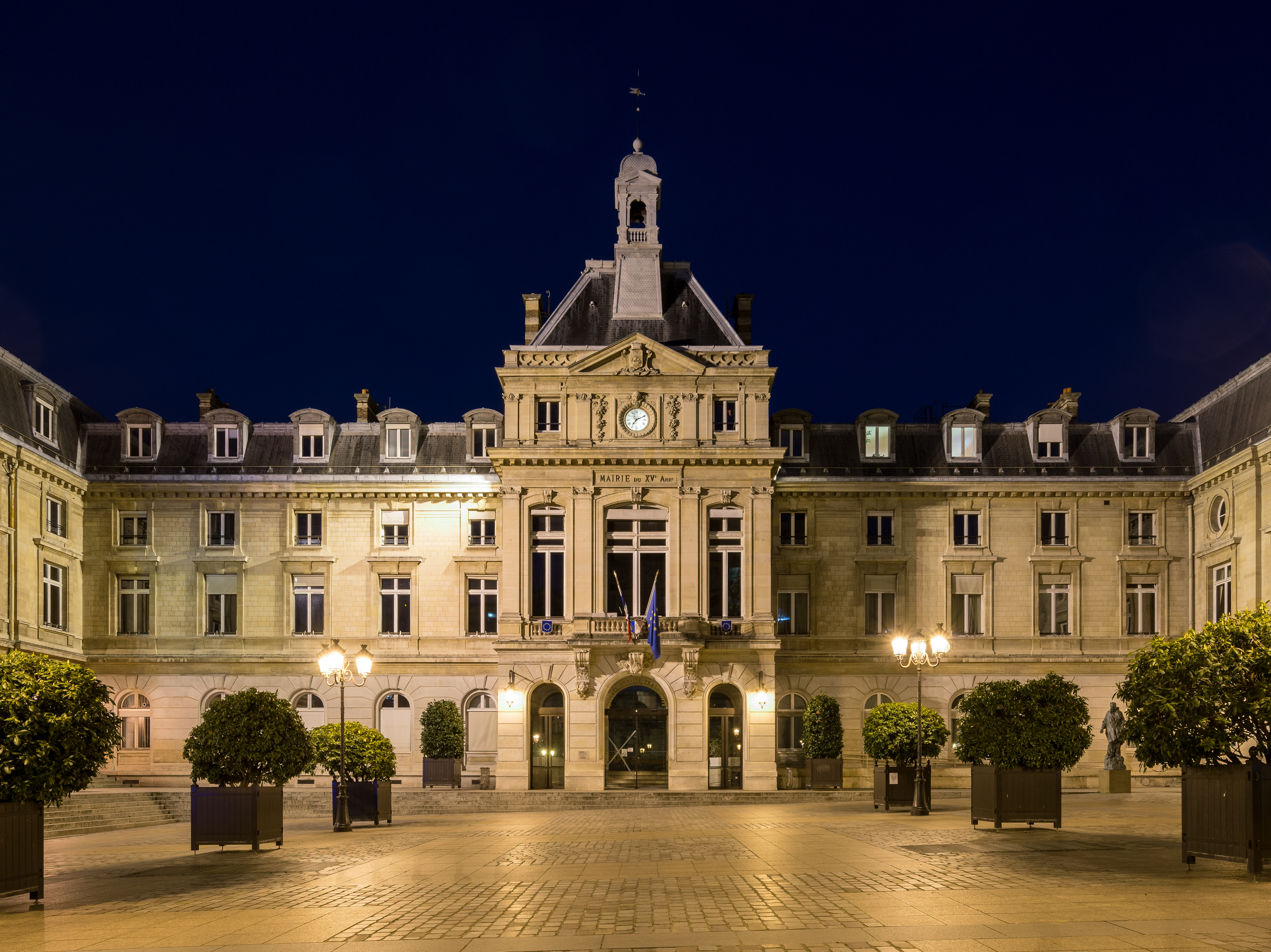
Radnice 15. obvodu

V roce 1860 byla jednou ze čtyř obcí zcela připojených k Paříži (další tři byly Belleville, Grenelle a La Villette) a z velké části z ní vznikl 15. obvod.
Vesnička Plaisance mezi železniční tratí Paris–Versailles-Rive-Gauche a rue de Vanves, která byla připojena koncem 30. let 19. století, se stala součástí 14. obvodu. Druhá část této čtvrti, která patřila do obce Montrouge, byla také připojena k této čtvrti. Radnice obce Vaugirard se stala radnicí 15. obvodu.

## Osobnosti z Vaugirard
- Antoine Pierre Jaubert (1748-1822), poslanec za Bouches-du-Rhône v letech 1802-1808
- Thérèse-Nicole Desmares (1780-1832), herečka
- Anatole Le Guillois (1827-1886), novinář
- Leon Bonvin (1834-1866), malíř
- Georges Rivière, (1855-1943), umělecký kritik (impresionismus)